# Geoscapheus dilatatus
Geoscapheus dilatatus är en kackerlacksart som först beskrevs av Henri Saussure 1864.  Geoscapheus dilatatus ingår i släktet Geoscapheus och familjen jättekackerlackor. Inga underarter finns listade i Catalogue of Life.